# 녹산초등학교
녹산초등학교는 대한민국 부산광역시 강서구 지사동에 있는 공립 초등학교이다.

## 학교 연혁
- 1927년 9월 27일 김해군 녹산공립보통학교(4년제) 개교녹산면 구랑리 111
- 1933년 5월 2일 6년제 개편
- 1938년 4월 1일 녹산공립심상소학교로 개칭
- 1941년 4월 1일 녹산공립국민학교로 개칭
- 1989년 1월 1일 부산직할시로 편입
- 1994년 3월 1일 세산국민학교로 편입(세산국민학교 녹산분교)
- 1996년 3월 1일 세산초등학교 녹산분교로 개칭
- 2005년 3월 1일 세산초등학교(본교)와 통합 수업
- 2010년 9월 1일 폐교(미음산업단지 개발로 인해)
- 2015년 2월 27일 신축 공사 준공, 전입생 학교 방문의 날 운영
- 2015년 3월 1일 현 위치에서 복교
- 2020년 3월 1일 제4대 신병건 교장 부임
- 2021년 11월 7일 교사동 증축 공사
- 2022년 2월 18일 제71회 졸업식(106명)
- 2022년 3월 1일 48학급(특수2포함) 편성

## 학교 상징
- 교화 : 동백 - 동백처럼 아름답고 서로 사랑하는 녹산 어린이가 되자는 뜻을 가짐
- 교목 : 소나무 - 소나무의 웅대한 모습처럼 푸르고 강건함, 큰 번영을 뜻함

## 참고 자료
- 녹산초등학교 - 한국교육학술정보원 학교알리미